# Källunga kyrka

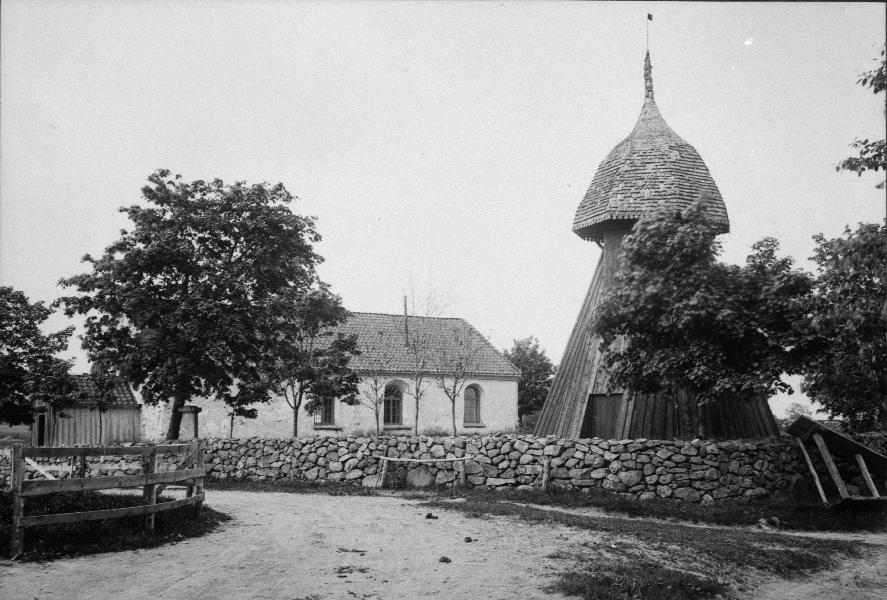
Källunga kyrka. Foto: Gustaf Ewald.

Källunga kyrka är en kyrkobyggnad i det nordöstra hörnet av Herrljunga kommun. Den tillhör sedan 2021 Herrljungabygdens församling (tidigare Källunga församling) i Skara stift.

## Kyrkobyggnaden
Kyrkan ligger i ett svagt kuperat jordbrukslandskap. Det är liten och låg stenkyrka med murar av granit som saknar torn. Den är till sina äldsta delar medeltida. Man tror att dagens kyrka föregicks av en träkyrka. Vid restaureringen 1945-1946 påträffade man grova ekstockar i golvet, vilka man förmodar ha hört till en tidigare kyrka.
Planen består av ett långhus som har tresidigt kor med tre stora fönster i öster, tillbyggt 1796. Samma år togs även ett stort fönster upp på vardera långsidan och taket lades om. Vid en ytterligare tillbyggnad 1842 tillkom ett vapenhus av trä vid västra gaveln och en sakristia av sten i norr. Vid samma tidpunkt ersattes det förut låga och platta innertaket med ett högt trätunnvalv, varvid äldre takmålningar raserades. Alla byggnadsdelar har sadeltak som täcks av enkupigt lertegel.
Den 1823 uppförda klockstapeln i trä, har faluröd stående locklistpanel och spåntak.

### Restaureringen på 1940-talet
En omfattande restaurering genomfördes 1945-1947 efter ritningar utförda av Ärland Noreen. Man syftade då till att återskapa den medeltida stil, som försvunnit vid 1842 års till- och ombyggnader, bland annat genom att uppföra ett nytt vapenhus i tegel med antikputs. Däri lades det gamla kalkstensgolvet, som man fått fram vid utgrävningar. Då påträffades även eksyllar, vilka man tror har tillhört en äldre träkyrka, liksom mänskliga kvarlevor i form av skelettdelar. Vid restaureringen målades nya bänkar, skulpturerna på den femkantiga predikstolen togs fram. Över predikstolen sattes en baldakin med en hängande duva upp. Målningar och dekor utfördes av Torbjörn Engblad. Återinvigningen ägde rum i januari 1947.

## Inventarier

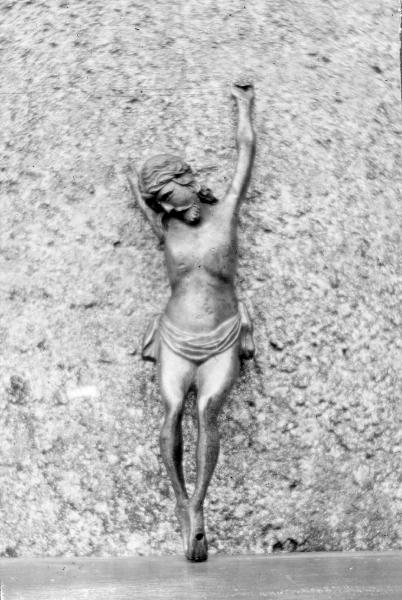
"Kornguden" på foto före 1932.

- Dopfunt av sandsten tillverkad omkring år 1200 i två delar med höjden 79 cm. Cuppan är cylindrisk med skrånande undersida. Upptill och nedtill motgående repstavar. Foten är en stympad kon som upptill avslutas med en kraftig repstav. Centralt uttömningshål.[2] Under åren 1845 till 1945 låg cuppan i klockstapeln och foten tjänade som fundament till predikstolen. Båda delarna står sedan 1945 mot söder i koret.
- Nuvarande altartavla är målad av 1904 av Karl Reimer och har motivet Kristi Himmelsfärd.
- Altarkrucifixet i koppar är från 1500-talet och skulpturen är sedan 1932 fästad vid ett kors. Kristusfiguren har använts som korngud och burits fram på en stång över åkrarna för att befrämja växtligheten. Detta bruk förbjöds i en förordning 1772.[3] (Ett liknande bruk av en korngud förekom i Norra Vånga.)
- Klockan i klockstapeln ska enligt protokoll ha blivit omgjuten i Skara 1744.

### Orgel
- 1915 byggde Anders Petter Loocrantz, Alingsås en pneumatisk orgel. Orgeln hade en fast kombination.

| Manual            | Pedal      | Koppel     |
| Borduna 16´       | Subbas 16´ | Man/Ped    |
| Principal 8´      |            | Man 4'/Man |
| Flöjtharmonika 8' |            |            |
| Salicional 8'     |            |            |
| Gamba 8'          |            |            |

- Nuvarande orgelverk, med fem stämmor fördelade på manual och pedal, är tillverkat 1974 av J. Künkels Orgelverkstad. Det flyttades 2005 till Källunga från Herrljunga kyrka och är placerat bakom 1893 års orgelfasad. Det gamla orgelverket kasserades då.[4]